# Dystrykt Antsirabe II
Antsirabe II – dystrykt Madagaskaru z siedzibą w Antsirabe, wchodzący w skład regionu Vakinankaratra.

## Demografia
Liczba ludności w 1993 roku wynosiła 261 929 osób, zaś w 2001 roku 345 670 osób.

## Podział administracyjny
W skład dystryktu wchodzi 20 gmin (kaominina):

- Alakamisy
- Ambano
- Ambatomena
- Ambohibary
- Ambohidranandriana
- Ambohimiarivo
- Ambohitsimanova
- Andranomanelatra
- Antanambao
- Antanimandry
- Antsoatany
- Belazao
- Ibity
- Manandona
- Mandrosohasina
- Mangatano
- Sahanivotry Mandona
- Soanindrariny
- Tsarahonenana Sahanivotry
- Vinaninkarena